# Saint-Jean-Poudge
Saint-Jean-Poudge ist eine französische Gemeinde mit 74 Einwohnern (Stand 1. Januar 2022) im Département Pyrénées-Atlantiques in der Region Nouvelle-Aquitaine (vor 2016: Aquitanien). Die Gemeinde gehört zum Arrondissement Pau und zum Kanton Terres des Luys et Coteaux du Vic-Bilh (bis 2015: Kanton Garlin).
Der Name der Gemeinde ist zusammengesetzt aus dem Namen des heiligen Johannes und aus dem gascognischen Wort potge (deutsch Hang).

## Geographie
Saint-Jean-Poudge liegt circa 40 Kilometer nordwestlich von Pau in der Region Vic-Bilh der historischen Provinz Béarn am nordöstlichen Rand des Départements.
Umgeben wird der Ort von den Nachbargemeinden:
|                   | Tadousse-Ussau                              | Conchez-de-Béarn |
| Mascaraàs-Haron   | Kompassrose, die auf Nachbargemeinden zeigt | Cadillon         |
| Burosse-Mendousse | Vialer                                      |                  |

Saint-Jean-Poudge liegt im Einzugsgebiet des Flusses Adour. Einer seiner Nebenflüsse, der Lées, durchquert das Gebiet der Gemeinde ebenso wie sein Zufluss, der Ruisseau de Roudigou.

## Geschichte
Das Zentrum der heutigen Gemeinde liegt auf einem Höhenzug an der Kreuzung einer Römerstraße und eines antiken Verbindungsweges. Funde von archäologischen Ausgrabungen bestätigen die Existenz eines gallorömischen Gebäudes. Mosaiken und Skulpturen sind an das Tageslicht befördert worden, wovon einige Elemente, wie Fragmente einer Säule aus weißem Marmor, Steinblöcke und Marmortafeln, in die westliche Fassade der heutigen Pfarrkirche eingefügt wurden. Darüber hinaus sind im Jahre 1907 Grabstätten auf Mosaiken, teilweise mit Grabmälern aus Marmor, auf dem Gemeindegebiet gefunden worden. In einem Grabmal lag ein langes verrostetes Schwert. Nach einer lokalen Überlieferung existierte im 13. Jahrhundert ein Hospital des Templerordens. Von diesem Gebäude gibt es heute noch Reste von dicken Mauern, verborgen unter der Terrasse des Schlosses. Bei der Volkszählung des Béarn im Jahre 1385 wurden in Saint-Jean-Poudge 15 Haushalte gezählt, und das Dorf gehörte zur Bailliage von Lembeye.
Toponyme und Erwähnungen von Saint-Jean-Poudge waren:
- Sanctus-Johannes-de-Podio (1101, Kopialbuch des Bistums Lescar),
- Sent-Johan-Potge und Sent-Johan-Podge (1385 bzw. 1402, Volkszählung im Béarn),
- Saint Jean Pouge (1750, Karte von Cassini),
- Saint-Jean-Pouge (1777, Zählung von Saint-Jean-Poudge).
- Saint Jean Poutge (1793, Notice Communale),
- Saint-Jean-Poulge (1801, Bulletin des lois) und
- Saint-Jean-Poudge (1863, Dictionnaire topographique du département des Basses-Pyrénées).[4][5][6]

### Einwohnerentwicklung
Mit dem Beginn der Aufzeichnungen am Ende des 18. Jahrhunderts wurden rund 440 gezählt. In der Folge hat die Gemeinde bis zu den 1830er Jahren ein Niveau von rund 300 Einwohnern erreicht, das bis zu den 1860er Jahren näherungsweise gehalten werden konnte, bevor sich die Zahl bei kurzen Erholungsphasen bis zur Jahrtausendwende auf rund 65 reduzierte. Anschließend setzte ein moderates Wachstum ein.
| Jahr      | 1962 | 1968 | 1975 | 1982 | 1990 | 1999 | 2006 | 2009 | 2022 |
| --------- | ---- | ---- | ---- | ---- | ---- | ---- | ---- | ---- | ---- |
| Einwohner | 102  | 85   | 90   | 84   | 67   | 64   | 77   | 85   | 74   |

## Sehenswürdigkeiten

### Pfarrkirche
Die Johannes dem Täufer geweihte Kirche wurde im 11. Jahrhundert an der Stelle einer früheren Motte errichtet, welche die Reste einer gallorömischen Villa überdeckte. Fragmente der Villa lassen sich vor allem in der westlichen Fassade identifizieren. Die Kirche wurde zu Beginn des 12. Jahrhunderts dem Bischof von Lescar geschenkt. Im gleichen Jahrhundert wurde kurze Zeit später die Apsis in einem mittleren Mauerwerksverband neu gebaut. Das Gewölbe wurde im 15. Jahrhundert fertiggestellt. Während der Hugenottenkriege im 16. Jahrhundert wurde das Gotteshaus in einen Pferdestall umgewandelt und im 18. Jahrhundert restauriert.
Das heutige einschiffige Langhaus misst 26 m in der Länge und 6,70 m in der Breite. Es besitzt schmale Fenster in Rundbogenform. Die Apsis ist mit drei Fenstern und schlanken äußeren Strebewerken ausgestattet. Ihr Fries ist als Rollenfries verschönert. Auf der gegenüberliegenden Seite ragt ein Glockengiebel empor, der mit einem Helm mit Pyramidendach ausgestaltet ist. An den Fassaden zeigen sich Steinmetzzeichen. Der Eingang befindet sich auf der Westseite, aber auf der Nordseite ist ein weiterer, heute zugemauerter Eingang zu erkennen. Dieser war für die Cagots bestimmt, eine Personengruppe, die vom 13. bis weit ins 19. Jahrhundert hinein in Spanien und Frankreich aus heute noch unbekannten Gründen diskriminiert und weitgehend vom gesellschaftlichen Leben ausgeschlossen war. Dieser den Cagots vorbehaltene Zugang zur Kirche ist ein Beweis für eine Ausgrenzung auch in Saint-Jean-Poudge. Im Innern zeigt sich ein Kreuzrippengewölbe, im Chor ein Kesselgewölbe. Die Kirche bewahrt Einrichtungsgegenstände aus dem 14. bis 19. Jahrhundert, die als nationale Kulturgüter registriert sind.
Im Chor befindet sich auf einem Stein in der Wand eine Platte, die im Grubenschmelzverfahren geschaffen wurde. Er zeigt das Agnus Dei, ein Lamm, das ein Kreuz trägt als Symbol für die Auferstehung Jesu Christi. Das Werk ist mit einer genauen Physiognomie einschließlich des Wollkleids sorgfältig ausgeführt. Die Darstellung enthält ferner ein Ornament in der Form eines Kreises, das ein Tatzenkreuz einschließt. Der Rahmen der Platte ist wie eine umlaufende Kordel ausgearbeitet. Das Werk stammt aus einer Zeit, in der Christus bevorzugt als Lamm und nicht als Mensch dargestellt wurde. Obwohl es schwierig zu datieren ist, gilt es als Überbleibsel aus der frühen Zeit des Altarraums.
Einer der Sarkophage aus gallorömischer Zeit, die unweit der Kirche gefunden worden waren, befindet sich in der Kirche selbst. Obwohl er beschädigt ist, verschafft er einen Einblick, wie in früher Zeit die Verstorbenen bestattet wurden. Es handelt sich um einen ausgehöhlten Monolithen mit Raum für einen Leichnam, der mit einem Deckel verschlossen werden kann. Es kommt nicht oft vor, dass Artefakte einer Bestattung dieser Art außerhalb von Museen aufbewahrt werden.
Die Kanzel aus Eichenholz ist an der nördlichen Wand mit einer Täfelung als Hintergrund angehängt. Die Verzierungen der Täfelung mit Voluten auf den Seiten und oberhalb des Schalldeckels sowie die hervorstehenden Sprossen weisen auf einen Stil des 18. Jahrhunderts hin. Die Kanzel ähnelt der in der Pfarrkirche von Conchez-de-Béarn und könnte von Caraby zwischen 1771 und 1787 geschaffen worden sein. Die Bemalung der unteren Fläche des Schalldeckels zeigt eine Taube, das Symbol des Heiligen Geistes, auf einem leuchtend blauen Hintergrund. Sie unterbricht mit ihrer Polychromie die ansonsten streng wirkende Arbeit.
Der hölzerne Beichtstuhl stammt aus dem frühen 19. Jahrhundert. Der Sitzbereich für den Priester in der Mitte wird durch eine Tür geschlossen, deren Gitter die Form der Balustrade des Geländers des Treppenaufgangs der Kanzel widerspiegelt. Die seitlichen Teile für die Gläubigen sind offen und mit einer Kniebank und einer Armlehne zum Beten ausgestattet. Die geschwungene Form des Möbels lindert den ansonsten strengen Charakter. Der Stil entspricht dem Geschmack seiner Zeit.
Das Weihwasserbecken stammt vermutlich aus dem 15. Jahrhundert. Das große Becken hat eine runde Form und ist aus einem Monolithen gefertigt, der unregelmäßig ausgehöhlt wurde. Es steht auf einem quadratischen Fuß und einem offensichtlich früheren Schaft einer Säule dorischer Ordnung.
Auf dem Friedhof der Pfarrkirche ist eine scheibenförmige Grabstele, Hilarri genannt, zu sehen. Sie stellt eine Rarität im Béarn dar, denn Hilarri sind charakteristische Grabmale im Baskenland. Ihre relativ kleine Größe ist außergewöhnlich. Ihr Durchmesser von 28 cm erlaubt nur Platz für ein einfaches griechisches Kreuz als Halbrelief ohne Umrandung, was nicht dem üblichen, meist reichhaltigen Verzierungen von scheibenförmigen Grabstelen im Baskenland entspricht. Im oberen Teil der Scheibe ist eine Inschrift zu sehen, aber die Abnutzung verhindert eine Entzifferung. Der Hintergrund der Aufstellung der Grabstele bleibt im Dunkeln, zeigt andererseits den Austausch der baskischen und Béarner Kultur.

### Schloss
Es ist im späten 16. oder frühen 17. Jahrhundert errichtet worden und hat sich einen Namen gemacht, weil sich der französische König Heinrich IV. dort aufgehalten hat. Das Grundstück gehörte der Grundherrenfamilie Miossens mindestens seit 1379, anschließend der Familie Albret-Miossens, danach ab 1674 der Familie Hiton. Das Schloss gelangte in den Besitz der Familie Montaut im Jahre 1728, die es bis zur Französischen Revolution behielten. In der zweiten Hälfte des 18. Jahrhunderts wurde das Schloss in hohem Maße umgestaltet, in der Mitte des 19. Jahrhunderts teilweise zerstört. Im 20. Jahrhundert war das Schloss im Besitz des Béarner Dichters Bernard Baudorre.
Das Eingangsportal mit einem Giebel datiert aus dem frühen 17. Jahrhundert, der Zeit Ludwigs XIII. In den beiden rechtwinklig angeordneten, zweistöckigen Gebäudeteilen ist der Stuck aus der zweiten Hälfte des 18. Jahrhunderts nur noch im nördlichen Flügel bewahrt worden. Bekannt sind aber luxuriöse Dekorelemente, die heute fehlen, ein Empfangszimmer mit Wandteppichen, ein mit Ledertapete ausgestatteter Raum, ein Speisezimmer mit Täfelung und Medaillons von Antoine Watteau, deren Felder inzwischen verkauft wurden. Eine Treppe aus dem 17. Jahrhundert mit einem Geländer aus Eiche wurde an die Schule in Cadillon verbracht, in der sie heute noch angebracht ist. Eine Terrasse umläuft das Schlossgebäude, an der sich vormals zwei Tourellen als Auskragung befanden. Reste von dicken Mauern sind hier freigelegt worden, von denen vermutet wird, dass sie einst zum Hospital des Templerordens gehörten.

## Wirtschaft und Infrastruktur

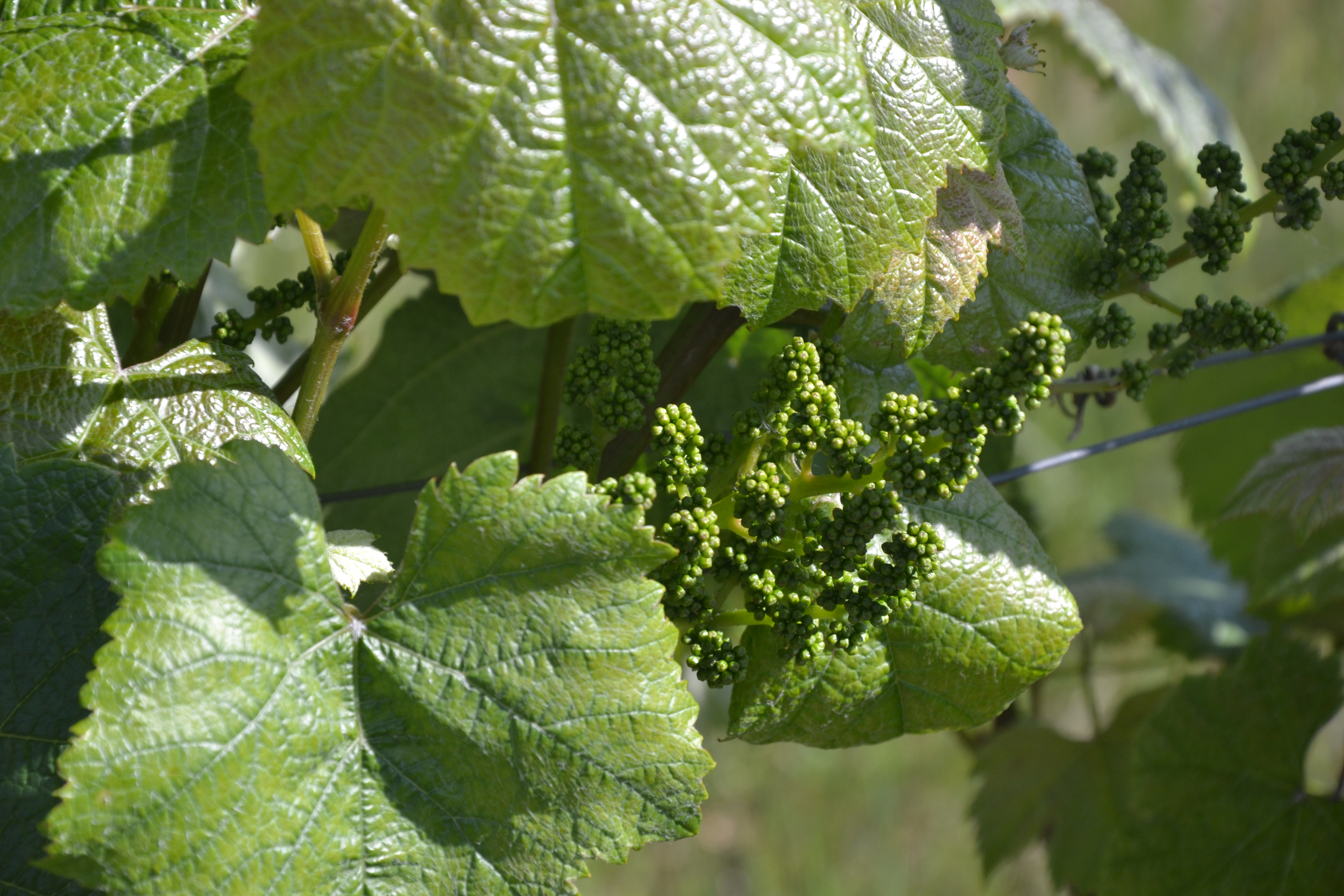
Weinrebe der AOC Pacherenc du Vic-Bilh

Saint-Jean-Poudge liegt in den Zonen AOC der Weinanbaugebiete des Béarn, Madiran und Pacherenc du Vic-Bilh.

### Verkehr
Saint-Jean-Poudge ist erreichbar über die Routes départementales 104, 143 und 219.